# Palazzo Accinni
Palazzo Accinni è un antico Palazzo Ducale sito in prossimità di Piazza Camillo Santorelli, nella parte alta del centro abitato di San Paolo Bel Sito (NA).

## Storia
Costruito con ogni probabilità nel XVI sec. ad opera dei signori Mastrilli, fu ristrutturato nel '700 per iniziativa di Giacomo Milano, principe di Ardore, Marchese di San Giorgio e duca di Santopaolo, e infine acquistato nell'800 dalla famiglia aristocratica degli Accinni, di cui conserva tuttora il nome. 
Dell'originario impianto dell'edificio, che delimita tutto un lato della Piazza Santorelli, ben poco rimane, a causa sia dello stato di degrado in cui versa sia dei tanti e impietosi rimaneggiamenti che nel corso del tempo ne hanno malauguratamente stravolta la peculiare connotazione storico-artistica. Ciò nonostante, sono ancora visibili sulla facciata alcuni elementi che raccontano dell'antico splendore e della dignità architettonica. Oltre al grande portale settecentesco, la cui linea è decorata di quadri in stucco, rimangono infatti anche i due pilastri laterali, sormontati da vasi con pigne che fanno da cornice alla finestra che sovrasta il portone. Merita senz'altro menzione poi la presenza di alcuni elementi tipici dello stile tardo-barocco al tempo tanto in voga nella capitale partenopea, quali gli eleganti motivi decorativi detti ad "ali di falco" che sormontano la finestra e i balconi posti ai lati del portone.

Sul lato sinistro del prospetto principale dell'edificio, si inserisce la "Cappella padronale" che, come ricorda la lapide marmorea posta sul timpano della porta ingresso, è dedicata alla Natività della Vergine Maria. Questa piccola chiesetta, a quanto si apprende dall'epigrafe, fu ristrutturata per volontà del duca Giacomo Milano e della consorte donna Enrichetta Caracciolo nell'anno 1758:
(epigrafe marmorea posta all'ingresso della cappella gentilizia)

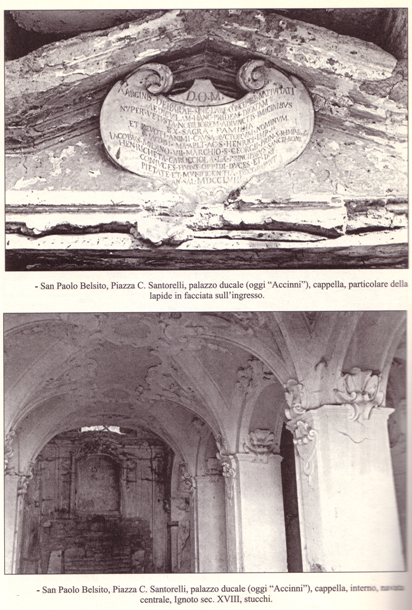
Palazzo Accinni,particolare della lapide marmorea e dell'interno della cappella

A questo periodo risalgono anche i pregevoli stucchi che adornano le pareti interne della cappella, la cupoletta absidale (in parte abbattuta) e il pavimento maiolicato. L'altare settecentesco in marmi policromi è stato invece trafugato, mentre è stata profanata (si dice ad opera di alcuni ragazzi) la tomba, posta sul lato destro del transetto, che conteneva le spoglie di uno degli esponenti della famiglia Milano. Nessuna traccia è rimasta nemmeno della piccola campana, collocata in un arco in muratura in corrispondenza dell'entrata della cappella (peraltro anch'esso rimosso in seguito alle recenti e radicali trasformazioni edilizie cui è stato sottoposto l'immobile) che veniva suonata a mano dalla proprietaria al passaggio delle processioni religiose.
In tempi più recenti, precisamente nel 1996, gli attuali proprietari, con l'aiuto di alcuni volontari, hanno liberato la chiesetta dai materiali di risulta ed hanno provveduto alla sostituzione dell'antica porta in legno, che non serviva più allo scopo, con una in ferro.